# 三浦浄心

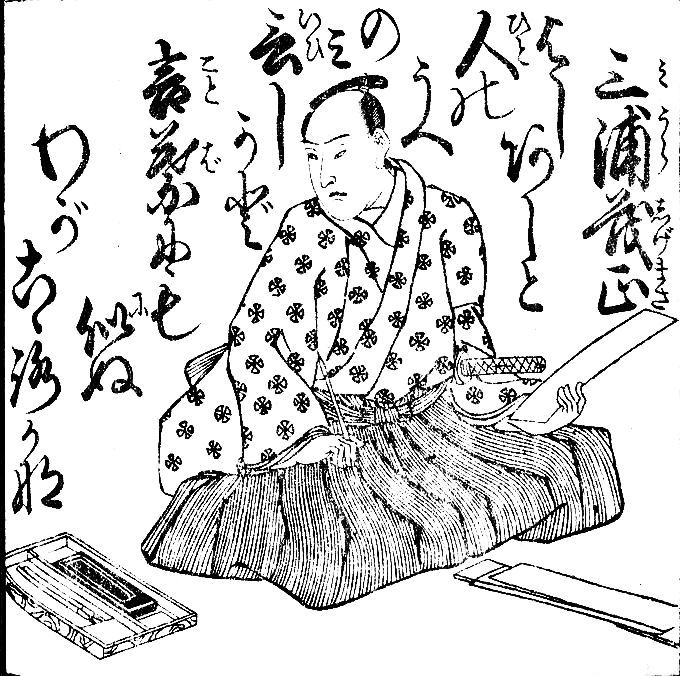
三浦茂正、『秀雅百人一首』より

三浦 浄心（みうら じょうしん、永禄8年（1565年） - 正保元年3月12日（1644年4月18日））は、『北条五代記』『見聞軍抄』『見聞集』『そぞろ物語』『順礼物語』などの仮名草子の著者。
もと出口五郎左衛門尉茂正といい、相州三浦の出身で、後北条氏に海賊役として仕えた三浦十人衆の出口氏の家に生まれた。13歳で父を亡くし、15歳から軍役を務め、26歳のとき小田原籠城を経験した。後北条氏滅亡後、武士から百姓となり、故郷の三浦で帰農したが、その後、江戸へ出て日本橋伊勢町近辺に住み、（私に）三浦五郎左衛門、三浦屋浄心を名乗った。江戸における連衆の1人で、昌琢や紹之と交流があった。晩年にあたる寛永後期に一連の著作を遺した。
子孫は江戸で旗本衆と交友・縁戚関係を持ちながら長く浪人を続け、正徳から享保初にその子・茂次の外孫が旗本の家を継ぎ、延享2年（1745年）に三浦義周が徳川重好の外祖父となり、幕臣に取り立てられた。家伝の秘書だった『見聞集』は化政期の三浦義和の頃から伝写により流布した。

## 先祖
『北条五代記』寛永版によると、浄心の祖父・出口五郎左衛門尉茂忠は三浦氏に仕えていた。三浦導寸が北条早雲に攻められたとき、城ヶ島に逃れて主君の滅亡後も抵抗したという。その後、早雲の幕下となり、海賊役・三浦十人衆の1人として三崎の近辺に田地をあて行われた。
父・三浦五郎左衛門尉茂信は、相州三浦の住人で、北条家譜代の侍として高野台の一戦を戦い、永禄2年（1559年）冬に里見義弘が三浦へ船で渡海して行われた合戦や、永禄13年（1570年）春に駿河海で武田信玄との間で行われた海戦で戦功を挙げ、北条氏政から感状をもらった。永禄年中に北条美濃守氏親が三浦を知行したが、十人衆の田地はかわらず、郡役も10人で務めていた。
茂信の名は横須賀市公郷・永嶋氏の系図に見え、永嶋出雲守正重の子、同正氏の弟とされている。同系図によると、永嶋正氏は永正10年（1513年）に家督を継ぎ、後北条氏に仕えて永禄7年（1564年）の国府台の合戦に参加するなどして、天正4年（1576年）に69歳で没している。後述の『相州三浦住三浦助伝記』中の正徳5年（1715年）の家譜によれば、茂信は永正5年（1508年）生まれ、天正5年（1577年）に70歳で病没していて、在世の時期がほぼ重なっている。『三浦古尋録』は、三浦茂信は永嶋出雲守である、とする。
『北条五代記』巻1「犬也入道弓馬に達者の事」に言及のある、後北条氏に仕え、のち結城秀康に召抱えられた朝倉能登守（犬也入道）の家系は、『永嶋家系図』によると公郷・永嶋氏と縁戚関係にあり、茂信の父方の祖母の父も「朝倉能登守」、茂信の母方の祖父は「朝倉右馬之介」である。
『北条五代記』寛永版には、浄心は、三浦介家（導寸）の滅亡後、三浦に住み、三浦十人衆の家柄であったことから、江戸に上ってから（私に）三浦五郎左衛門を名乗るようになった（人からそう呼ばれるようになった）、とあり、三浦介家の親類だとか嫡孫だといった事実関係には言及がない。祖父・茂忠と自身・茂正は出口姓で、父・茂信は三浦姓で記されており、『永嶋家系図』によると、永嶋氏は三浦氏の支族・大多和氏の子孫を称していたため、その関係から父・茂信が（出口氏の養嗣子となってからも）三浦氏を自認していた可能性がある。

## 生涯
『北条五代記』寛永版によると、浄心は永禄8年（1565年）に生まれ、13歳のとき父・茂信が死去したため、母に育てられ、15歳で家督を継ぎ、後北条氏に仕えた。天正18年（1590年）、26歳のとき、小田原籠城を経験。小田原城の東側、芦子川の浜手の角矢倉の守備を受け持っていた。同書には、浄心の持口より一町ほど上流の福門寺の地にあった捨曲輪を巡る、徳川家康の将・井伊直政の軍勢と、後北条氏方の山角上野守（介）父子の軍勢の戦いの様子が記されている。
後北条氏滅亡後、長谷川七左衛門支配下となった三浦半島で、十人衆は武士から百姓となった。浄心も帰農して旧領の一部を耕したが、生活は苦しく、年貢の未進を出して代官に妻子を取られかけ、年貢の未進を整理した後、繁栄の噂を聞いて江戸へ出たという。
浄心が江戸へ出た時期は定かではなく、『北条五代記』には後北条氏滅亡の翌年、陸路を京都へ上ったことに言及がある。また浄心の各作品、特に『見聞軍抄』や『順礼物語』からは、豊臣秀次や豊臣秀頼と浅からぬ関係があったことがうかがえる。水江漣子は、『見聞集』に慶長2年（1597年）6月に神田の原大塚へ行人の火定（焼身自殺）を見に行った話があることから、この頃までに江戸へ移っていたと推測している。
壮年の頃、江戸－浦賀／三崎－伊豆－伊勢間の廻船の運航に関わっていたことをうかがわせる逸話が、各作品にみえる。

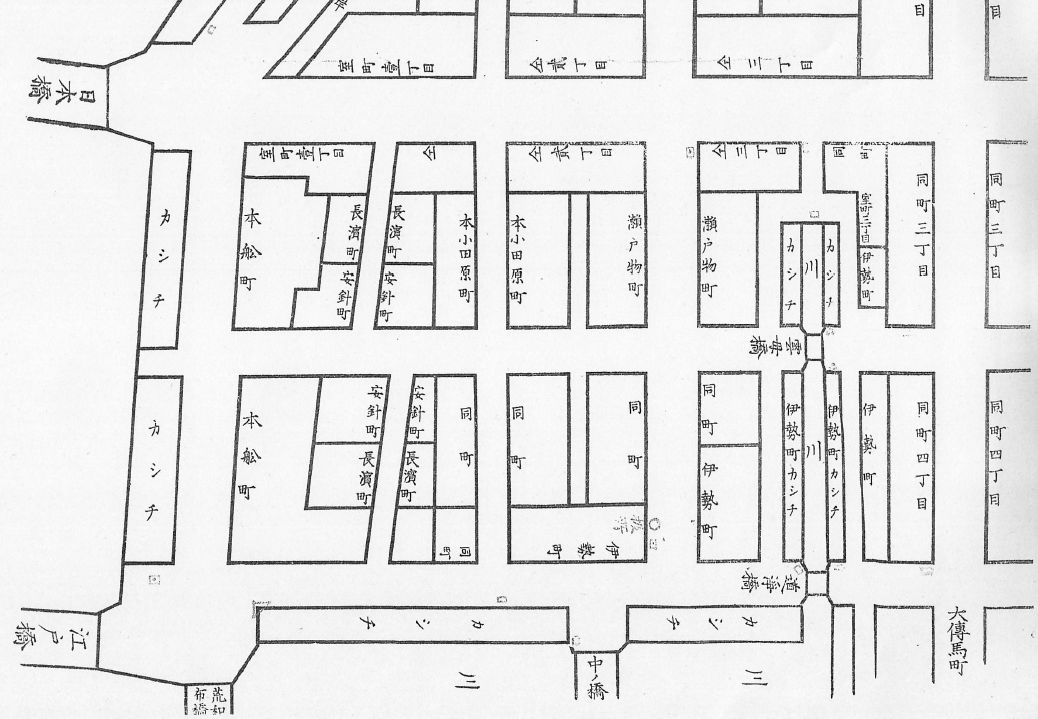
鈴木三右衛門文書にある日本橋伊勢町の町割図

江戸では日本橋伊勢町に住んでいたことが『見聞集』にみえる。東京都公文書館所蔵『鈴木三右衛門文書』の万治3年（1660年）の文書に伊勢町の五人組の1人として「三浦五郎左衛門」の名が見え、浄心の子孫とみられている。なお、伊勢町の名主で、町名の由来にもなったとされる伊勢氏は後北条氏の一族とされており、同年に伊勢町の屋敷地を売却している。
浄心は、柳営に出入りのあった連歌師の昌琢や紹之と交流があり、江戸における連衆の1人であった。昌琢が発句を詠んだ連歌のうち、『北条五代記』巻2「万の道。時代に寄てかはる事」において慶長17年（1612年）に昌琢が江戸を訪れたときに浄心が脇を付けたとされている連歌のほかに、寛永2年（1625年）5月8日・江戸での何舟連歌に連衆として「浄心」の名がみえ、（年不詳）3月の「筑波山知足院所望」連歌の連衆に「三浦五良左衛門」の名がみえる。なお、『北条五代記』の作中で浄心は昌琢を「連歌の宗匠」と紹介しているが、『寛政重修諸家譜（寛政譜）』によると昌琢が幕府により連歌の宗匠に叙せられるのは寛永5年（1628年）のことである。また『見聞集』には、上方から江戸へやってきた知人を江戸の歌枕へ案内する話がいくつかみえる。
後出の『相州三浦住三浦助伝記』中の正徳5年（1715年）の家譜によると、晩年は慈眼大師（南光坊天海）に帰依し、東叡山（上野寛永寺）で「浄心寺」という寺号を下賜され、菩提寺を建立した。正保元年（1644年）3月12日に病死。死後、子の五郎左衛門尉（茂次か）は、浄心の木像を浄心寺に安置した。東叡山が建立されたとき、浄心寺は（正徳5年当時の）清水観音堂の位置にあったが、普門院の用地として収公され、（正徳5年当時の）文殊楼の下、池之溿に代地が出た。しかしこの場所も収公され、そのとき、上野の役職に就いていた最教院から再度代地を願い出るようにと言われていたが、最教院が死去し、その後、代地は出なかった。弥陀如来と浄心の木像は、門主の指示によって普門院に預け置かれた。（正徳5年当時）子孫は、浄心が慈眼大師からもらった岡本半助筆の額の写を所持していた、という。

## 墓碑

### 所在地
19世紀の前半に記された柳亭種彦『柳亭記』や喜多村信節『嬉遊笑覧』には、浄心の墓碑は寛永寺の子院・普門院にあると記されている。普門院は明治2年（1869年）には山下町（今のJR上野駅の入谷口の駅舎の位置）にあったが、1881年までに鉄道敷設・駅舎建設のため取り壊され移転した。1884年刊の近藤瓶城『史籍集覧 慶長見聞集』の跋に、「今上野下寺通普門院の旧址に存して新古二碑あり」とあって、墓碑（新旧2碑）は同寺が移転した後もしばらくは跡地に残されていたというが、1881年以前に谷中の東漸院墓地に移されていたことを示す掃苔録がある。その後、1926年以前に上野の山上にあった御三卿の菩提所・凌雲院に移されており、1935年の『下谷区史』には同所にあると記されているが、1955年の『台東区史』には記載が無くなっている。凌雲院は太平洋戦争中の被災を免れたが、1959年の国立西洋美術館建設に先立ち、1956年に寛永寺に合寺され、1958年に建物が取り壊された。その墓地は、1953年から1957年にかけて東京都によって移転・処分され、一橋徳川家の「歴代御墓」を除く凌雲院の墓石は谷中墓地に移されたとされているが、以後、浄心の墓碑は所在不明となっている。
なお、「浄心の墓碑の所在地」は、明治以降3度の変転を経ているため、関連文献において調査をせずに引き写したとき、そのことが露顕しやすくなっている。

### 碑文

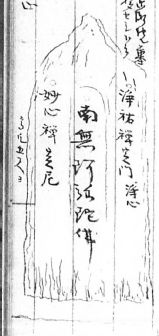
明治18年（1885年）頃、谷中の東漸院持の墓地にあった浄心の墓碑（旧碑）の写図

小宮山綏介『参考録余』には、普門院にあった浄心の墓碑（新旧2碑）の写図と碑文の写しを載せている。
旧碑には、
表「○浄祐禅定門／南無阿弥陀仏／○妙心禅定尼」
裏「寛永十五年〔壬刁〕七月十七日／三浦五郎左衛門尉／茂正」
新碑には、
正面「法満院瑞岸浄休居士／了覚院雲翁月道居士／称揚院定誉浄心居士」
側面「元文五歳次庚申上巳日三浦五郎左衛門尉茂斎／奉勅前住永平東胡八十歳書」
裏面「（前略）〔曰〕茂正称五郎左衛門尉 十三歳喪父 十三（「五」誤）歳従軍 二十六○（歳）籠居于小田原 城陥而後 不求復仕也 居住三浦 又赴江戸 著北条五代記事 慈眼大師 建一刹於東叡山 称浄心寺也 安置三尊弥陀像霊○（雲慶造）之也 正保甲申三月十二日卒 八十歳 号称揚院 納新（「其影」脱）像於浄心寺之方 （「今建」脱）三世之碑系之以銘曰〔云々〕 茂正縄武 志操堅剛 忠○（孝）兼備 済美伝芳 爰挙事磧 （「追遠審詳」脱）密（「垂」誤）裕後毘 家門永昌」
とあったとされている。新碑の内容は、後出の家記『相州三浦住三浦助伝記』にある元文5年（1740）の碑文の一部とほぼ一致しており、家記を基にして刻されたと考えられている。

### 没年月日・戒名・葬地
旧碑（寛永15年7月17日）と新碑（正保元年3月12日）では、没年月日が異なっており、新碑の日付は家記と一致しているため、近藤瓶城は旧碑について「逆修なるにや」と推測している。
また戒名が、旧碑で「浄祐禅定門」、新碑で「称揚院定誉浄心居士」となっていることについて、小宮山綏介は、「浄心」は道号、後諱は「浄祐」で、「定誉浄心」と刻した新碑（＝家記）の内容を疑うべき、としている。
柳亭種彦は、寛永寺とその子院は天台宗であるのに、新碑の戒名「称陽院定誉浄心居士」が浄土宗風である点を疑問としている。後述する浄心の子孫・三浦義周の葬地は築地本願寺（浄土真宗本願寺派）の善宗寺である。

## 子孫

### 三浦義周・安祥院・清水重好
延享2年（1745年）に浪人から取り立てられて幕臣となり、『寛政重修諸家譜（寛政譜）』などにその名がみえる三浦義周 は、浄心の子孫と伝えられていた。
義周の娘は、形原松平又十郎親春の養女として大奥に勤仕し、延享2年2月に徳川家重の子で清水徳川家初代となる万次郎（徳川重好）を生み、家重の側室となった（のち剃髪して安祥院と称した）。これに伴い義周は同年8月18日に幕臣に取り立てられた。なお、大田南畝『一話一言』によれば、安祥院は義周の実の娘ではなく、西尾忠尚の家来某の娘で、義周の養女である。
義周の葬地は築地本願寺の善宗寺であったが、その子孫は普門院を葬地としていた。また『幕府祚胤伝』によると安祥院の葬地も普門院である。
1934年の田中博『玉川沿革誌』にある世田谷区上野毛の善宗寺（1928年に築地から移転）の伝には、「当寺には幕府直参三浦五郎左ヱ門の娘にて徳川十一代将軍の簾中となり、後上野凌雲院に葬られたる御方の位牌を将軍家より納められてあり、幕府執政中は其位碑守護として三つ葉葵の紋章の高張を許されるの名誉を有した」と伝えられていた。

### 相州三浦住三浦助伝記
1958年に佐脇栄智は内閣文庫の万治版『北条五代記』の表紙見返しに浄心の子の茂次（法名清涼院浄閑居士）までの系図の書き入れがあり、出典が『静幽堂叢書』と記されていることを指摘した。同叢書は宮内庁書陵部蔵本で、第17冊伝記9に『相州三浦住三浦助伝記』と題して書き入れの出典とみられる家譜、碑文の写し及び浄心の著書目録を載せている。
家譜は正徳5年（1715年）12月付、三浦次郎左衛門尉茂久・三浦五郎左衛門尉茂済の花押付きの連署がある、公的な場に提出されたらしき体裁のもので、内容は『北条五代記』寛永版をもとに、過去帳などで生没年・没年齢を補ったものと思われ、上記の晩年の後伝が付されている。家祖は浄心の祖父・茂忠（義忠）とされ、茂忠は「道寸に近き親類」で、もと義忠といったが、早雲（氏茂）の幕下に属したとき「茂忠」に改名した、とする。以下、浄閑茂次（元和9・1623-元禄9・1696）までの系譜を記している。

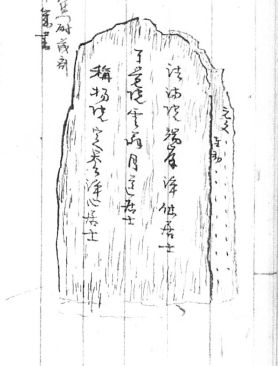
同じく新碑の写図

碑文写しには、「元文五歳次庚申（1740年）上巳日　従五位下大学頭林信光識／三浦五郎左衛門尉茂斎敬立／奉勅前住永平東胡八十歳書」とあって、内容は正徳5年の家譜をもとにしたものとみられ、普門院にあった墓碑のうち新碑とほぼ同文を含んでいる。茂忠（義忠）を「三浦時高の弟高信之子茂忠初名義忠」としており、三浦介家の親類であるとする伝が詳しくなっている。
出口氏の祖先を三浦導寸と同統とする伝は、近藤瓶城が『史籍集覧 慶長見聞集』の奥書において小宮山綏介が謬説としていることを紹介しており、『北条五代記』や『一話一言』の伝（後出）にもそぐわない。また『一話一言』は三浦義周を三浦義澄の遠孫とし、寛政の呈譜を嫡流についてまとめた『略譜』（1799年 - 1812年頃成立）には「三浦大助義明後胤」と記されており、近藤瓶城は浄心の先祖筋について「三浦の満昌寺（三浦義明）より出てしと云」としているが、『北条五代記』にはみえず、『寛政譜』は三浦義周以前の系譜を載せていない。
なお、『相州三浦住三浦助伝記』については、1884年の近藤瓶城の『史籍集覧 慶長見聞集』奥書に「碑文及家記」として、また1885年の小宮山綏介『参考録余』第37集および小宮山が引用している栗原信充『先進繍像 玉石雑誌』に「茂正の孫茂久か記」として内容に言及がある。

### 浄閑茂次と義周の関係
『寛政譜』によると松平又十郎親春の妻は三浦五郎左衛門茂次の娘であり、『一話一言』によると松平又十郎は義周の妹婿であるから、両書によれば、義周は茂次の子で、自身の娘（実は養女）である安祥院を妹婿の養女にしたことになる。
また『断家譜』によると、旗本・水野守正の妻は「〔浪人〕三浦五郎左衛門〔改浄閑〕茂次女」で名前を「藤」といい、その子・浦次郎（浄心の曾孫にあたる）は正徳4年（1714年）に家督を継いで250俵・小普請となったが、その後、無嗣断絶となった。家が断絶した後、藤は「三浦五郎左衛門義周」のもとで暮らし、宝暦2年（1752年）に没している。
馬場文耕『近代公実厳秘録』は、三浦義周が幕臣に取り立てられた経緯を、三浦五郎左衛門は吉原の遊女屋・三浦屋四郎左衛門の弟で、美女を奥勤めさせていたところ、たまたま家重の目に止まって云々、と紹介しているが、大田南畝『一話一言』は、三浦屋四郎左衛門の弟とする説を否定し、三浦義周は筋ある浪人だとして、その出自について詳述している。
それによると、三浦義周は、三浦介義澄の遠孫で、元弘・建武年間に民間に零落したが、三浦の郷士として続いた家の出身で、家康の関東入国のとき、三浦氏の支族・石井氏の石井四郎左衛門とともに江戸にやって来た。石井は町人となって南畝の時代まで商売で成功していたが、義周の家は町人となることを嫌って浪人を続け、享保のはじめに飯田町の五百石・寄合衆「鵜殿内記」の屋敷を借りて普請をし、旗本衆と交流して友人が多かった、という。
『寛政譜』によると、鵜殿内記長証（ながあきら）は鵜殿藤助長明（ながあきら）の養嗣子で、実父は竹村九郎右衛門嘉敦、母は三浦五郎左衛門茂次の女である（鵜殿内記長証は浄心の曾孫にあたる）。鵜殿長証は享保元年（1716年）10月、同年6月に死去した亡父・長明の跡を継ぎ、徳川吉宗に仕えた（正徳5年の家譜が記された翌年の出来事）。また、その子孫・長善が死去した後、養嗣子となった長称（ながまさ）は、三浦義周の子・義如の女と結婚している。なお、鵜殿氏の先祖の鵜殿藤助長次は督姫の叔父にあたり、督姫が天正11年に北条氏直に嫁いだとき、これに随伴し、後北条氏滅亡まで小田原で暮らしていた。

### 浅草寺の手水鉢
『一話一言』によると、延享2年（1745年）に徳川重好が誕生した後、三浦義周は召し出されて500石と番町の屋敷を与えられた。本人は御小納戸役となり、その子・三浦靭負（義如）は御小姓組に入った。
義周は浅草観音に深く帰依していたため、御利益があったとして信心を深めたといい、延享3年（1746年）に雷神門前右手の手水鉢を寄進した。その手水鉢の銘文の写しは『一話一言』に一部を載せ、また文化10年（1813年）の松平冠山『浅草寺志』に全文の写しを載せている。銘文の日付について『一話一言』には8月18日、『浅草寺志』には5月18日とあり、その前年の8月18日に義周は幕臣に取り立てられている。
1978年当時、義周が寄進し、雷門外にあったとされる手水鉢は、現存していなかった。これとは別に、1966年-1978年頃、浅草寺境内の淡島明神社前に「奉寄進水鉢／慶安3〔庚刁〕（1650年）暦三月十二日／三浦五郎左衛門尉」の銘のある手水鉢が現存していた。
義周は寛延3年（1750年）に68歳で死去した（幕臣になったとき、既に63歳だったことになる）。同年、その子・義如は後を継いで小普請となり、五郎左衛門を名乗った。

### 三浦義如と小網代・永昌寺
三浦義如は、宝暦12年（1762年）12月に御船手頭となり、水主48人を預った。明和5年（1768年）に御留守居番・御徒頭4番組となり、安永5年（1776年）から同7年（1778年）に死没するまで御先手鉄炮頭を務めた。
『三崎志』には、三浦の小網代の永昌寺について、毎年7月に三浦義同・導寸父子とその配下75人の冥福を修していることがみえ、「宝暦中（1751年-1764年）、三浦五郎左衛門、金栗を永昌に遣り、祭を助く」とある。前出の『永嶋家系図』にも、永昌寺の縁起が付されている。

### 安祥院と「心の月」
安祥院は和歌をよくし、天明元年（1781年）から翌年にかけて和歌を千首詠み、そのうち350余首を抄録した『心の月』と題した歌集がまとめられていた。『心の月』は近藤正斎の『好書故事』附録巻12-13に収載されていたことが目録にみえるが、巻12-13は散逸している。この中8首が近藤正斎の『右文故事』に抄録されており、その8首を含む12首が『視聴草』に収載されている。
「心の月」の語については、『見聞集』巻1「将棋盤に迷悟そなふる事」に、古今の和歌を全て覚えていたという城生という座頭や、盲目となってからも盤面を想像して将棋を指したという奈切屋治兵衛の話に関連して、仏典からの引用がみえる。

### 三浦義和・義質
三浦義如の子・三浦義和は、安永7年（1778年）、義如の死去に伴って家督を継ぎ、享和元年（1801年）頃から三浦和泉守を名乗り、同年から文化12年（1815年）まで御先手鉄炮頭、同年から文政3年（1820年）まで御弓持頭、同年から同7年（1824年）に死没するまで御鑓奉行を務めた。
『見聞集』の秋田県立図書館蔵本の書写時の跋文に、「見聞集十冊、今時御鑓奉行三浦和泉か家秘にて、甚他見を禁る由、御徒目付鈴木分左衛門かいかにして借出せしやらむ、同好の者なれは、潜に看よとて貸こせしまゝ、筆耕者にうつさせ畢　文政庚辰（文政3・1820）7月」とあり、三浦義和（和泉守）は文政3年から御鑓奉行となっているため、「見聞集十冊」は三浦義和の家に伝わっていたことが確からしい。秘書を借り出した「御徒目付鈴木分左衛門」は鈴木椿亭（文左衛門、鈴木文）とみられる。
義如の四男で、兄・義和の養嗣子となった三浦義質（よしただ）は、近藤吉左衛門孟卿の女と結婚した。近藤孟卿は歌人としても知られた幕臣で、『柳営補任』によると、享和元年（1801年）9月に500石を加増されており、『新編相模国風土記稿』に、享和2年（1802年）に「近藤吉左衛門」が三浦の東岡村の御料所を下賜され、文化8年（1811年）まで知行していたことがみえる。
東岡村は、三浦（三崎）十人衆の子孫という鈴木氏の田地「竹のかしら」や、「亀崎田」の地名があった場所で、「三浦郡社寺民戸古城旧跡集」によると、近藤吉左衛門の知行所は「馬宮山」（1954年頃の城山住宅地）にあったという。

### 三浦義韶
『寛政譜』によると、義質と妻（近藤孟卿の女）の間には男子（峯之丞）があった。しかし、『柳営補任』にはそれらしい人名が見当たらない。
1918年の『万延元年第一遣米使節日記』中にある「新見家系譜抄録」によると、歌人としても知られる幕臣・新見正路の実弟は、三浦和泉守義和の養嗣子となって三浦義韶（三浦美作守、熊蔵、五郎左衛門、下野守）を名乗り、御先手（御鉄砲頭）に任じられた。『柳営補任』によると、義韶（もと熊蔵）は、文政3年（1820年）から翌年まで文恭院付小納戸、同年から文政9年（1826年）まで家慶付の西丸小納戸、同年から若君付小納戸となり、嘉永元年（1848年）から同6年（1853年）まで御膳番・奥ノ番、同年から同7年（1854年）まで奥ノ番、同年から文久元年（1861年）まで御先手鉄砲頭を務め、同年死去している。

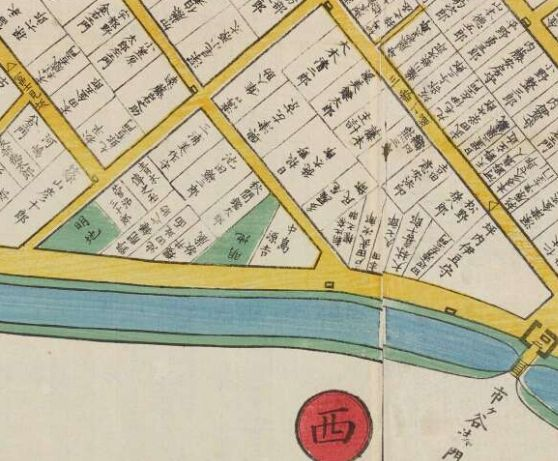
安政5年（1858年）頃、表四番町、市ヶ谷御門近くにあった三浦美作守の屋敷

嘉永3年（1850年）の『増補改正 御江戸番町絵図』には、番町の市ヶ谷御門から牛込御門の方へ堀沿いに行って少し入ったところ、表四番町沿いに「三浦下野守」とあり、安政5年（1858年）「御江戸番町絵図」の同じ場所には「三浦美作守」とある。

### 明治期以降
前出の「新見家系譜抄録」には、三浦義韶の次男が、新見正路の実子・正典が幼い間、新見正路の二女と結婚して養嗣子（新見正興）となったことがみえる。義韶の長男は三浦五郎左衛門家を継いだと思われるが、人名やその後の行方は未詳。
前田匡一郎『駿遠へ移住した徳川家臣団』には、明治維新の後、静岡県へ移住した旧幕臣として新見正典の名がみえ、各編に三浦姓の人物も紹介されているが、経歴が紹介されている中にそれらしい人物はなく、他は未詳。
小宮山綏介『参考録余』には、1885年（明治18年）9月3日に普門院で聞いた話として、三浦家の子孫は絶えたため、草加在の人がその名跡を継いだ、とある。
墓碑が御三卿の菩提所である凌雲院に残されていたこともあり、清水徳川家の関係先に資料が残されている可能性があるが、これも未詳。

### 別伝・虚伝
近藤瓶城や小宮山綏介は、上の伝とあわせて、（義周は嫡派ではなく）嫡派は、最初、四日市塩物河岸に住み、その後、小舟町に移った、塩物店の三浦屋庄左衛門、三浦半三郎などという者、という別伝を紹介したが、小宮山が別伝の出所とした『南卜庵筆記』の話の出所は日夏繁高の話（後伝）であるし、小舟町の三浦屋庄左衛門については、葉山の新善光寺の阿弥陀三尊立像の台座に「江戸小船町三浦氏／池田庄右衛門」とあって、小舟町の三浦屋庄右衛門は池田氏であることが知られている。
北村包直『三浦大介及三浦党』には、「三浦（出口）高信」について「出口次郎左衛門尉と称し」、「其の弟は僧昌白」で、「高信の嫡子五郎左衛門尉茂忠」が「領三浦三崎を知行し、三浦に複姓」した、「三浦五郎太信泰（茂忠の一族）は、北条家に仕へて、戦功多くして、元亀二年九月逝去。其の嫡男勘解由世泰も、亦北条家の録を食み」世安家の先祖になった、「三浦五郎左衛門義周」について、「紀藩三浦氏の支族にて、有徳公の近侍と為った」などの伝があるが、内海延吉『三崎郷土史考』に、「『三浦大介』『三浦大介及三浦党』『湘南半島』の著者北村包直氏は、（…）三浦史の権威として定評が高かった。著者の初めの二冊は、三浦氏に取材した創作であるが、素材が素材でけに（ママ）実説と誤解されがちで、其の点 村井弦斎の『桜の御所』と同じである」と指摘がある。三浦の地誌や三浦氏に関する書籍には、北村の著書の内容を実説と誤解して引用している例がいくつかある。
鈴木かほる『史料が語る向井水軍とその周辺』に、天正18年の小田原合戦のとき、西伊豆の安良里砦に梶原備前守景宗・三浦茂信が配されたとあり、倉員正江「北条五代記における関東戦国時代評をめぐって」はこれを引用し、「この砦を徳川水軍本多重次・向井政綱に攻められ、茂信は討死したかとされている」と記しているが、『北条五代記』および『相州三浦住三浦助伝記』によれば、浄心の父・三浦茂信は天正5年（1577年）に没（病没）しており、『北条五代記』によれば浄心自身は小田原城に籠城していたことが確からしい。

## 著書

### 著述目録
『順礼物語』の序に浄心の著書として書名が挙げられているのは、
- 『見聞集』（32冊）
- 『（稿本）そぞろ物語』（20冊）

の計52冊と、その中から抄録したとされている
- 『北条五代記』（10冊）
- 『見聞軍抄』（8冊）
- 『順礼物語』（3冊）
- 『猩々舞』（1冊）
- 『鳥獣憐集』（1冊）
- 『（刊本）そぞろ物語』（1冊）

である。山崎美成『海録』にみえる喜多村筠庭の評語は、『（稿本）そぞろ物語』（20冊）とは『見聞集』（10巻）のことだと指摘している。また『相州三浦住三浦助伝記』には浄心の著述目録が付されていて、上記のほかに
- 『北条盛衰記』（5冊）
- 『茶呑語』（2冊）
- 『甲陽軍鑑評』（1冊）
- 『武徳全書』（1冊）

が挙げられており、『鳥獣記（憐集ヵ）』は「上下（2冊）」とされている。
小宮山綏介の「そぞろ物語」解説に引用されている鈴木白藤家記（『夢蕉』）の文化13年（1816年）10月23日の条には、近藤氏（小宮山は近藤重蔵と推測）を弔問したところ、近藤は三浦氏から借り得た秘書数種など数部を写していて、白藤に校合を依頼したことがみえ、原注に『見聞集』『茶呑語』『鳥獣憐記（集ヵ）』『見聞軍抄』『北条記（北条五代記ヵ）』『猩々舞』とあったとされている。
また朝倉治彦の『順礼物語』解説によると、東京国立博物館蔵『名所和歌物語』の挿入紙に「三浦和泉守家著撰書九種」と題した著書目録があって、「茶呑話の序及順礼物語に五拾弐巻とあれとも今現存する所如此／都合五拾七冊之内五代記拾巻をのそけハ四十七巻あり」と記してあるといい、『茶呑話』も浄心の著書であったことが確からしい。
上記のうち、明治期以前の刊本が確認されているのは『北条五代記』『見聞軍抄』『順礼物語』の3作品で、『（刊本）そぞろ物語』は刊本の写しで、『見聞集』は写本のみで伝わった。『猩々舞』『鳥獣憐集』『茶呑話』などは書名のみ伝わっている。

### 署名
浄心の著書には、著者名が明記されておらず、刊本の序には、「翁」や「三五庵木算入道」が著わした『見聞集』32冊（と『（稿本）そぞろ物語』20冊）の一部を別人が写して編纂・刊行した経緯が記されている。しかし、各作品の作中に何ヶ所か、著者が「三浦五郎左衛門」「三浦屋浄心」であることを示唆する記述があり、また跋にあたる『北条五代記』巻10・『見聞集』巻10「老いて小童を友とする事」および『見聞軍抄』巻8の無題の同文に「浄（きよき）心にあらざれば。口すさみ侍る。よしあしと。人の上のみいひしかど。言葉にも似ぬ。わが心哉」という詠歌があって、名前の分かち書きを含む著者・浄心の署名と考えられており、序跋も含めて自著と考えられている。
特に『見聞軍抄』巻8大尾の『甲陽軍鑑』の批評について、編者として名前が記してある「溝河道喜」の実在が議論されたことがあったが、「溝河道喜」が書いた体の文章の終わりにも「浄き心にあらざれば･･･」の署名がある。

### 成立・刊行時期
著書の成立・刊行の時期は、
- 『北条五代記』には寛永18年（1641年）2月の刊記があり、
- 『（刊本）そぞろ物語』は写本で伝わっているが寛永18年（1641年）3月の刊記があり、
- その内容は跋にあたる「常佐眼をとつる事」を除いて『見聞集』と重複しているため、『見聞集』の成立はそれ以前、
- 『見聞軍抄』には刊記がないが、序に『北条五代記』の紹介があるため、刊行時期は『北条五代記』より後で、林読耕斎の『欽哉亭日録』に言及のある寛永19年1月14日以前[110]、
- 『順礼物語』には上記の全作品の紹介があるため、刊行時期はそれより後

と推測されている。
各作品の作中には、作品当時を慶長19年（1613年）とする記載があるものの、『北条五代記』巻8「東国山嶺に。のろしを立る事〔付〕大伴黒主事」に「三十余年弓矢治て。当代の若き衆。しるべからず」、『見聞軍抄』巻7「卅年以来。弓箭治る事」に「見しは今。天下おさまつて。三十年このかた也」と最後の合戦から30余年が経過している旨の言及があり（関ヶ原の合戦は1600年、大坂夏の陣は1614年）、『見聞集』巻1「道斎日夜双紙を友とする事」に永禄8年（1565年）生まれの浄心が「愚老70余歳」などの言及があることや、寛永年間の出来事への言及もみられること、寛永期の版本のある文献からの引用が確認されていることから、成立時期は寛永後期と推測されている。
『見聞集』巻8「愚なる子共のうわさの事」に「愚息、壱人有、幼少なれば、いさむるとてもかひ有ましと、なけきおもふあまりに、言の葉を一首つらね、（…）後日、愚老卒して後、若おもひ出やせんとなり」とあり、また跋にあたる『北条五代記』巻10・『見聞集』巻10「老いて小童を友とする事」および『見聞軍抄』巻8無題の同文に、「童子をかたらひ。まことならざる。昔をかたり友となせば。昔を語り尽さずんば。有べからずといひて。やむ事なし。いたくいひし事なれば或時は黄葉を。金（こがね）成とあたへてすかし。或時は顔をしかめ。がごうじとをどせども問やまず。其せめもだしがたきによつて。丫（あ）童をなぐさめんがため。狂言きぎよのよしなしごとを。書あつめたる笑ひぐさ。（後略）」とあって、元和9年（1623年）生まれの浄閑茂次が読み書きのできる年齢になっていることが物語の前提とされている。